# آتشفشان کوآ
آتشفشان کوآ (به لاتین: Kuwae) یک آتشفشان در وانواتو است که در Shepherd Islands, واقع شده‌است.